# John Pendray
John Pendray, né le 12 juillet 1937 à Londres, est un peintre franco-britannique. Formé à la Saint Martin School of Art et au London University Institute of Pedagogy à Londres, il enseigne ensuite la peinture, la sculpture et la céramique pendant 11 ans. Puis il s’installe à Marseille où il travaille en tant que designer indépendant. Il peint professionnellement depuis 1990. En 2000, il obtient la nationalité française et, en 2001, il est nommé Peintre officiel de la Marine française.

## Biographie

### Formation
John Pendray naît en 1937 en Angleterre. Il commence par étudier les beaux-arts, se spécialisant dans la peinture à la Saint Martin School of Art à Londres. Il termine ses études au London University Institute of Pedagogy en obtenant son ATC (Lond). Pendant onze ans, il enseigne la peinture, la sculpture et la céramique dans une importante école secondaire de Londres.

### Designer indépendant
En 1969, il rencontre et épouse une jeune française de Marseille, Michèle. Ils quittent Londres pour établir leur domicile à Marseille, où il travaille dans le design et l'architecture. En tant que designer et artiste indépendant, il produit des sculptures et des œuvres murales pour la société EDF, notamment en créant le décor et une œuvre murale de 8 000 m2 pour la centrale nucléaire du Tricastin. Il crée également d’autres designs et œuvres murales pour GDF, ainsi que pour trois stations de métro de la RTM et des œuvres concernant tout le réseau au siège de la compagnie de transport. Il réalise de nombreux travaux de design d'intérieur pour des hôpitaux, restaurants, maisons de retraite, villas privées et le Métro de Singapour. Son travail inclus également des systèmes de signalisation pour des réseaux de trains métropolitains, des centrales électriques, des salles de fêtes et des sites de recherche industrielle. Sa maitrise de la perspective est appréciée par de grands cabinets d'architectes et promoteurs immobiliers en France à travers son travail artistique.

### Peintre

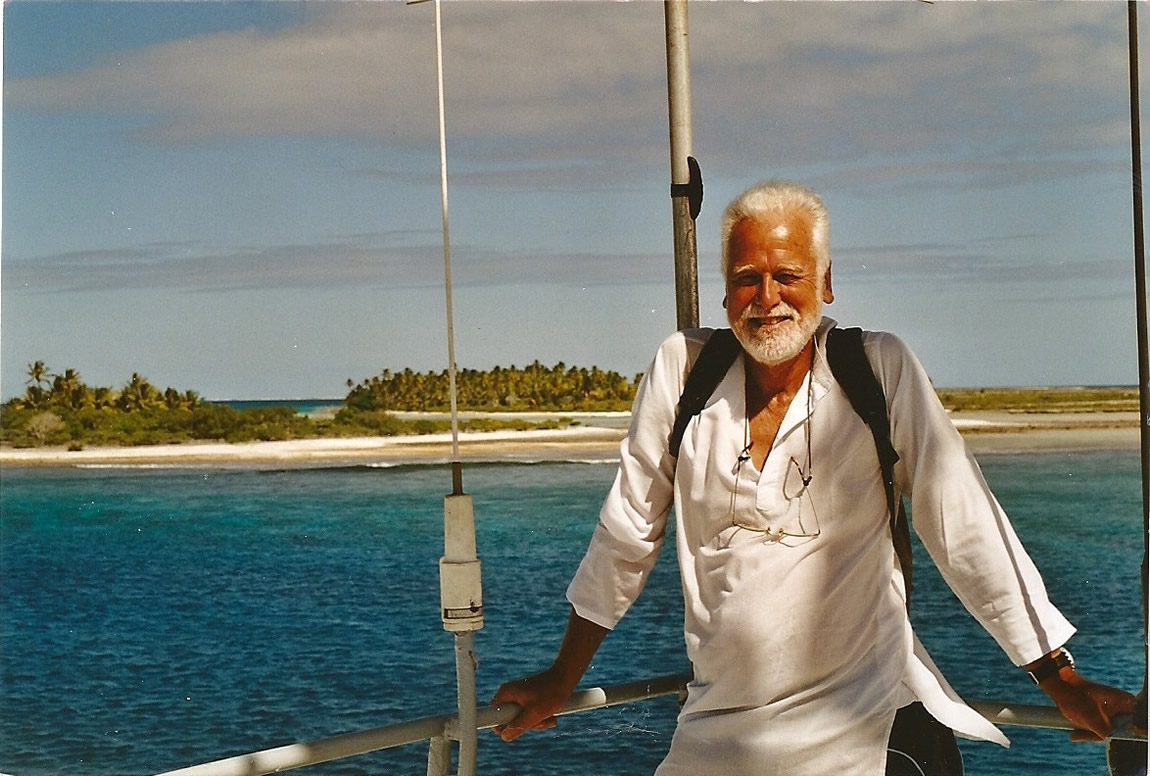
John Pendray sur un bateau.

En 1990, il commence à peindre professionnellement, en choisissant comme sujet sa passion depuis sa plus tendre enfance, les bateaux et la mer.
En 2000, il obtient la nationalité française et, en 2001, il est nommé Peintre officiel de la Marine française.
Il travaille maintenant exclusivement en tant que peintre de marine dans son atelier à Marseille. Il voyage beaucoup à bord des navires de la Marine française à travers tous les océans du monde, pour témoigner de l’histoire des navires et des marins. Les voyages personnels avec son épouse Michèle, en Inde, au Canada, aux États-Unis, au Vietnam, en Indonésie, en Thaïlande, en Égypte et en Afrique du Nord sont également des sources de sujets pour son travail.
Il navigue depuis l'âge de seize ans et a toujours possédé un bateau à voile, dériveurs, quillards de course ou, comme actuellement, une voile latine « bette marseillaise » qu'il a conçu pour Chasse-Marée, un important magazine de plaisance en France.

## Salons et expositions

### Expositions personnelles

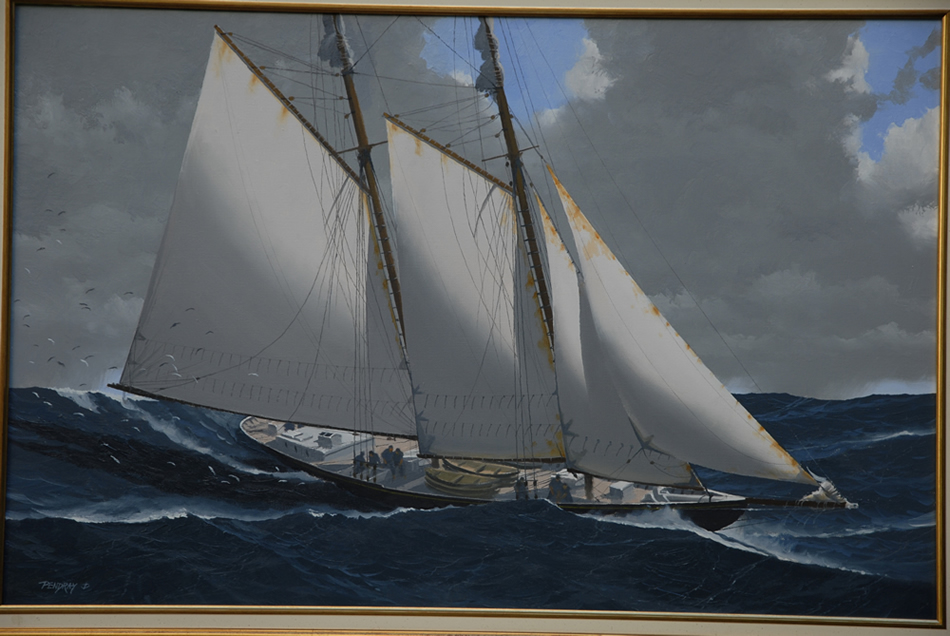
Goélette, œuvre de John Pendray.

- Galerie 26[3], place des Vosges, Paris, 2011-2012.
- Palais Bondy, Lyon, 2010.
- Université de Nice, 2006.
- Villa Bagatelle[4], Marseille, 2003.
- Yacht Club de Monaco, 2001.
- Musée de la Marine[5], Saint-Tropez, 1999.
- Musée de la  Tour Carrée[6], Sainte Maxime, 1996.
- Galerie Jeanne Laffitte[7], Marseille.
- Salle Pleyel, Paris.
- Yacht Club de France, Paris.
- Château de Berne[8], Lorgues.

### Œuvres exposées
- Palais de Chaillot, Musée national de la Marine, Paris.
- Musée national de la Marine, Toulon, France.

## Récompenses et prix

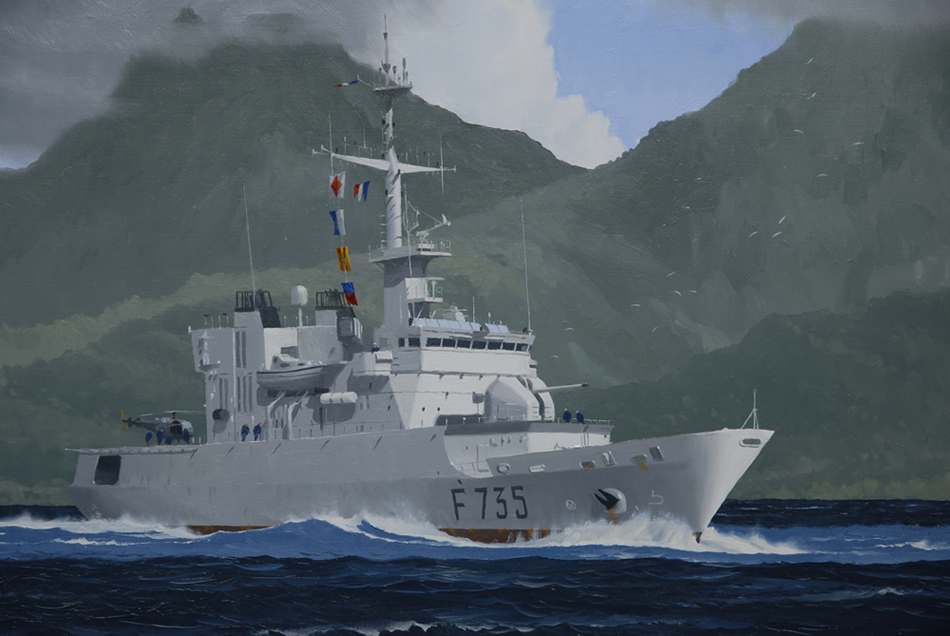
Frégate de la Marine Nationale "Germinal", œuvre de John Pendray.

- Médaille de bronze : Salon de la Marine, Musée national de la Marine, Palais de Chaillot, Paris, 1992.
- Médaille de bronze : Salon de la Marine, Musée national de la Marine, Palais de Chaillot, Paris, 1998.
- Premier prix, Concours international d’aquarelle, Trégastel, France
- Médaille de la Défense nationale, échelon bronze, 2004.

## Éditions

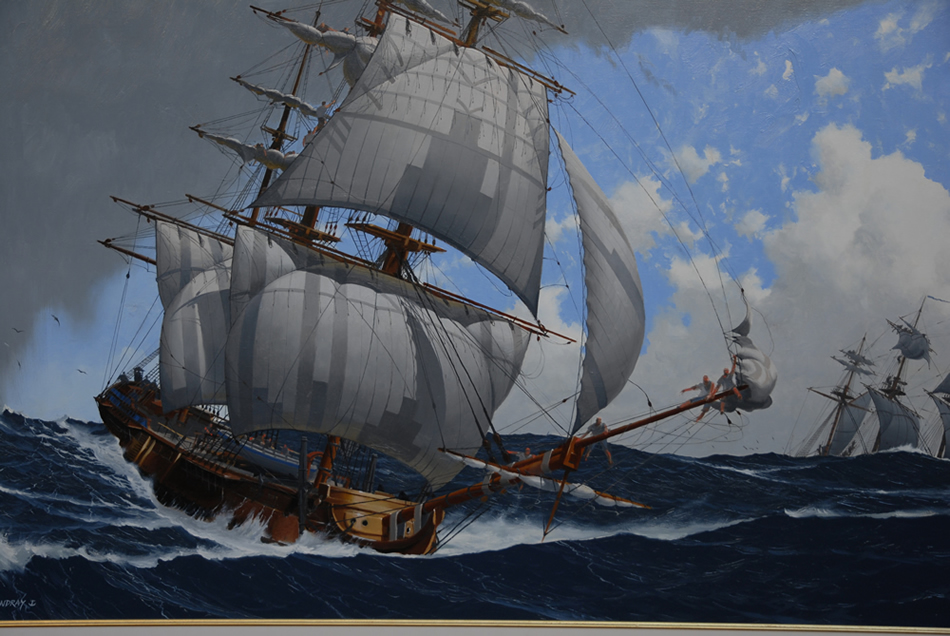
La Boussole, bateau de La Pérouse, célèbre navigateur français, œuvre de John Pendray.

- John Pendray, Sur les traces de La Pérouse - Carnets d'expédition à Vanikoro, éditions Glénat, 2006  (ISBN 978-2723454643).
Ce carnet de voyage a été écrit et dessiné par John Pendray pendant l'expédition de la Marine nationale en 2005 vers l'ile de Vanikoro à la recherche des traces du dernier voyage tragique de l'explorateur La Pérouse.
- François Bellec de l'Académie de la Marine, Les esprits de Vanikoro, éditions Gallimard, 2006  (ISBN 978-2742419135).
Il y a plusieurs illustrations de John Pendray dans cet ouvrage sur l'histoire du dernier voyage de La Pérouse.
- Philip Plisson (photos), John Pendray (illustrations), Les bateaux racontés aux Enfants, éditions De la Martinière Jeunesse, 2007,  (ISBN 978-2732435510).
Également publié aux États-Unis et au Royaume-Uni comme livre pour enfants sous le titre Ships (Abrams Books, 2007  (ISBN 9780810916241)).